# 乳色指鰧
乳色指鰧（學名：Dactyloscopus lacteus），為輻鰭魚綱䲁形目指鰧科指鰧屬的一個種，被IUCN列為易危保育類動物，分布於東南太平洋加拉巴哥群島海域，深度2至9公尺，本魚體扁長，向尾部漸細，頭大，上部扁平，前部圓而窄，前部圓而窄，眼突，有長柄，無乳突，管狀鼻孔，後鼻孔在前鼻孔開口後方，兩唇均有皮瓣，上唇皮瓣9個，下唇皮辮13個，背鰭起源於頸背，胸鰭條通常13條，尾基端下方有缺口，尾鰭長，鰭條不分，側線鱗41-45枚，體色多變，從淺色、幾乎無斑紋到顏色鮮豔的體色，頸部和兩眼之間有大的T形淺色斑塊分隔深色橫條，背鰭基部有7-9個深色鞍狀斑，被小白斑分隔，側腹有兩條深色條紋，沿著側線和臀鰭基部，背部、臀鰭和尾部為棕色，尾鰭基部有深色斑塊，背鰭硬棘14枚、背鰭軟條26枚、臀鰭硬棘2枚、臀鰭軟條29枚，體長可達5公分，棲息在沙底質海床及潮池，生活習性不明。